# Ре (буква)
Ր, ր (арм. րեо файле, в кл. орф. րէ, ре) — тридцать вторая буква армянского алфавита. Создал Месроп Маштоц в 405—406 годах.

## Использование
И в восточноармянском, и в западноармянском языках обозначает звук [ɾ]. Числовое значение в армянской системе счисления — 5000.
Использовалась в курдском алфавите на основе армянского письма (1921—1928) для обозначения звука [ɾ].
Во всех системах романизации армянского письма передаётся как r. И в восточноармянском, и в западноармянском шрифте Брайля букве соответствует символ ⠗ (U+2817).

## Кодировка
И заглавная, и строчная формы буквы ре включены в стандарт Юникод начиная с версии 1.0.0 в блоке «Армянское письмо» (англ. Armenian) под шестнадцатеричными кодами U+0550 и U+0580 соответственно.

## Галерея

Округлый еркатагир
Прямолинейный еркатагир
Болоргир
Нотргир
Шхагир